# Roger Deverin
Pour les articles homonymes, voir Deverin.
Roger Deverin, né à Paris le 14 mai 1884 où il est mort le 30 septembre 1973, est un peintre, illustrateur et décorateur français.

## Biographie
Fils d'Henri Deverin, Roger Deverin effectue des décorations planes et crée des modèles pour la céramique, le verre émaillé, le cristal, le bronze et le marbre ainsi que pour le mobilier. On lui doit aussi des panneaux décoratifs.
Il expose au Salon d'automne, au Salon des indépendants, au Salon des artistes décorateurs, au Salon des Tuileries ainsi que dans de nombreuses Galeries telles Lorenceau, Siot-Decauville (1924) et Marcel Bernheim.
On lui doit les illustrations du Latin mystique de Rémy de Gourmont et, avec son frère Édouard de Flânes (1911).